# Rhabdotorrhinus
Rhabdotorrhinus este un gen de păsări din familia păsărilor-rinocer, Bucerotidae.

## Specii
Genul conține următoarele patru specii:
| Imagine | Nume comun | Denumire științifică          | Distribuție                                           |
| ------- | ---------- | ----------------------------- | ----------------------------------------------------- |
|         |            | Rhabdotorrhinus waldeni       | Filipine                                              |
|         |            | Rhabdotorrhinus leucocephalus | insulele filipineze Mindanao, Dinagat și Camiguin Sur |
|         |            | Rhabdotorrhinus exarhatus     | Sulawesi                                              |
|         |            | Rhabdotorrhinus corrugatus    | Peninsula Thai-Malay, Sumatra și Borneo               |